# Романова, Ольга Владиславовна
О́льга Владисла́вовна Рома́нова (род. 23 мая 1980 или 25 мая 1980, Ядрин, Чувашская АССР) — российская легкоатлетка, специалистка по бегу на длинные дистанции, марафону и кроссу. Выступала как элитная спортсменка в 1998—2013 годах, обладательница серебряной медали кроссового чемпионата Европы, чемпионка Европы среди молодёжи в беге на 10 000 метров, неоднократная чемпионка России по кроссу и полумарафону. Представляла Московскую область и Чувашскую Республику. Мастер спорта России международного класса (2001).

## Биография
Ольга Романова родилась 25 мая 1980 года в городе Ядрин Чувашской АССР.
Занималась лёгкой атлетикой в Школе высшего спортивного мастерства им. А. В. Игнатьева в Чебоксарах. Неоднократно выигрывала первенства России и Чувашии в различных легкоатлетических дисциплинах, в 1999 году выполнила норматив мастера спорта.
Впервые заявила о себе на взрослом всероссийском уровне в 2000 году, став шестой в беге на 5000 метров на чемпионате России в Туле.
В 2001 году одержала победу в беге на 10 000 метров на молодёжном чемпионате Европы в Амстердаме, завоевала серебряную медаль в личном зачёте на кроссовом чемпионате Европы в Туне, заняла 26-е место на кроссовом чемпионате мира в Остенде. По итогам сезона удостоена почётного звания «Мастер спорта России международного класса».
В 2002 году поучаствовала в экидэнах в Пекине, Иокогаме и Сеуле, стала четырнадцатой на чемпионате мира по кроссу в Дублине и девятнадцатой на чемпионате Европы по кроссу в Медулине (вместе со своими соотечественницами выиграла здесь командное первенство). Также одержала победу на чемпионате России по полумарафону в Новосибирске.
В 2003 году была четырнадцатой на кроссовом чемпионате мира в Лозанне, победила на весеннем чемпионате России по кроссу в Кисловодске в дисциплине 4 км. С результатом 2:39:49 финишировала четвёртой на Гонолульском марафоне, ранее в этом же году на Осакском международном женском марафоне и на Нью-Йоркском марафоне выступала в роли пейсмейкера.
На чемпионате мира по кроссу 2004 года в Брюсселе пришла к финишу шестой. Достаточно успешно соревновалась на различных коммерческих стартах в США, приняла участие в Чикагском марафоне, но здесь не финишировала из-за травмы.
В 2005 году выиграла полумарафон в Хьюстоне, на Осакском женском марафоне выступала в роли пейсмейкера.
Впоследствии продолжала активно выступать на шоссейных стартах в США вплоть до 2013 года. Ещё дважды стартовала на Гонолульском марафоне и один раз отметилась выступлением на Токийском марафоне, во всех трёх случаях участвовала пейсмейкером.